# Williams FW21
La Williams FW21 fu la vettura del team Williams che corse il campionato di Formula 1 1999.

## La vettura
In seguito al deludente 1998, per la progettazione della nuova monoposto, la Williams decise di distaccarsi dai concetti delle vetture precedenti, cercando di applicare nuove linee di sviluppo. Progettata da Gavin Fisher e Geoff Willis, sotto la direzione di Patrick Head, la monoposto presentava alcuni elementi innovativi, ma scontava la presenza di un motore poco potente e mediamente più pesante della concorrenza. La vettura montava infatti, per l'ultimo anno perché dal 2000 sarebbe iniziata la collaborazione con la BMW, il Supertec FB01 V10. Tale propulsore era gestito da un cambio sequenziale a sei marce e il corpo vettura, per contenere il peso, era stato costruito in carbonio. Le sospensioni si presentavano con una barra di torsione nella sezione anteriore e con molle elicoidiali nella sezione posteriore, mentre gli ammortizzatori erano forniti dalla Penske. L'impianto di raffreddamento era costituito da quattro radiatori laterali, due per il raffreddamento dell'olio (forniti dall'IMI) e due per l'acqua (forniti dalla Secan). L'impianto frenante era rappresentato da quattro freni a disco costruiti dalla Carbone Industrie sui quali erano alloggiate pinze AP.

## Stagione
La vettura era guidata dai piloti Alessandro Zanardi e Ralf Schumacher. In quella stagione ottenne 35 punti, tutti ottenuti da Schumacher a causa dei problemi che Zanardi ha avuto con le gomme dotate di scanalatura,già obbligatorie dall’anno precedente.

## Risultati
| Anno | Team     | Motore                  | Gomme | Piloti        |     |     |     |     |     |     |     |    |     |     |     |   |   |     |     |     | Punti | Pos. |
| ---- | -------- | ----------------------- | ----- | ------------- | --- | --- | --- | --- | --- | --- | --- | -- | --- | --- | --- | - | - | --- | --- | --- | ----- | ---- |
| 1999 | Williams | Supertec FB01 V10 (71°) | B     | R. Schumacher | 3   | 4   | Rit | Rit | 5   | 4   | 4   | 3  | Rit | 4   | 9   | 5 | 2 | 4   | Rit | 5   | 35    | 5º   |
| 1999 | Williams | Supertec FB01 V10 (71°) | B     | Zanardi       | Rit | Rit | 11  | 8   | Rit | Rit | Rit | 11 | Rit | Rit | Rit | 8 | 7 | Rit | 10  | Rit | 35    | 5º   |

| Legenda | 1º posto     | 2º posto | 3º posto    | A punti         | Senza punti/Non class.  | Grassetto – Pole position Corsivo – Giro più veloce |
| Legenda | Squalificato | Ritirato | Non partito | Non qualificato | Solo prove/Terzo pilota | Grassetto – Pole position Corsivo – Giro più veloce |